# Демократическое действие Квебека
Демократическое действие Квебека (фр. Action démocratique du Québec) — бывшая политическая партия канадской провинции Квебек (1994—2012). Партию основал Марио Дюмон (фр. Mario Dumont) в 1994 году. Партия стоит на правоцентристских позициях, выступает за широкую автономию Квебека в составе Канады.
Партию часто обвиняли в популизме, а её лидера Марио Дюмона — в демогогии, а также ксенофобии, поскольку Дюмон часто использовал в своей пропаганде недоверие части населения (в основном сельского) к национальным меньшинствам.
На выборах 26 марта 2007 г. партия заняла 41 депутатских места и впервые в своей истории стала официальной оппозицией. Оказавшись в непривычной для себя роли, в последующие полтора года партия часто критиковала действия правительства в Национальной ассамблее Квебека, однако крайне редко выступала с конкретными предложениями. Поэтому уже через полтора года, после выборов 8 декабря 2008 г., у неё осталось лишь 7 депутатских кресел. В результате этого поражения 24 февраля 2009 г. шеф и основатель партии Марио Дюмон ушёл в отставку.
22 января 2012 партия вошла в состав Коалиции за будущее Квебека.